# Zonnegroet

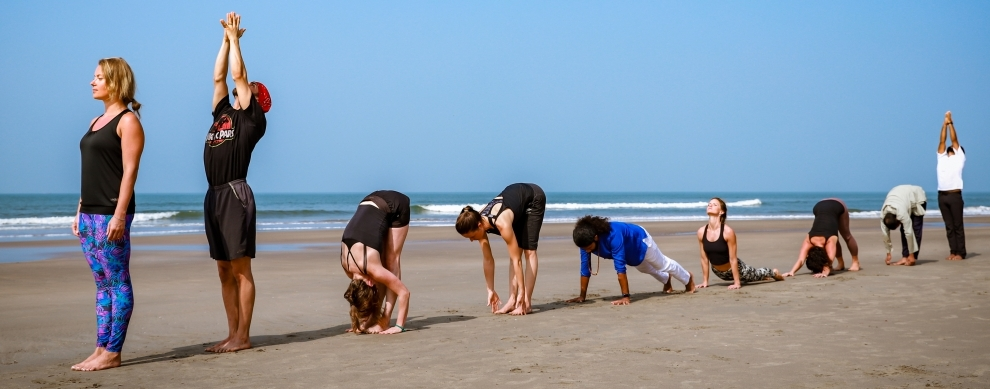
De verschillende yogastanden (asana's) van de zonnegroet, achtereenvolgens uitgeoefend door een groep van yogadocenten.

De Zonnegroet (Sanskriet: Sūrya namaskāra of Surya Namaskar) is de bekendste yogaserie in hatha yoga en ashtanga vinyasa yoga (poweryoga). Surya is Sanskriet voor zon en Namaskar betekent groet. Het komt ook voor in namasté, een groet in Azië waarbij gebogen wordt (nam is buigen). Surya Namaskar kan daarom ook vertaald worden als groet aan de zon, eerbiedige buiging voor de zon of zonnegebed.
De Zonnegroet is oorspronkelijk een ochtendritueel, als groet aan de opkomende zon die zijn energie aan de aarde komt brengen, hoewel de serie in de praktijk op alle momenten van de dag wordt uitgevoerd. Wanneer hij vijftien tot twintig minuten achter elkaar wordt beoefend, zou de Zonnegroet al een volledig yogaprogramma vormen.
Surya is ook de zonnegod uit de Veda's die net als Apollo uit de Griekse mythologie een door zeven paarden getrokken Hemelswagen bestuurt. Voor veel yogi's in India is de Zonnegroet daarom de groet aan Surya en wordt hij niet puur als fysieke oefening gezien. Zo zou het volgens Sri Pattabhi Jois noodzakelijk zijn, voorafgaand aan het uitvoeren van de Zonnegroet eerst te bidden naar de Zonnegod Surya. De Radja van Aundh schreef hierover dat de Hindoes en Parsi's de Zonnegroet als een religieuze plicht beschouwen, maar dat het voor velen oefeningen zijn voor de gezondheid die enkel de vorm hebben van religieuze riten.

## Acht geledingen van raja yoga

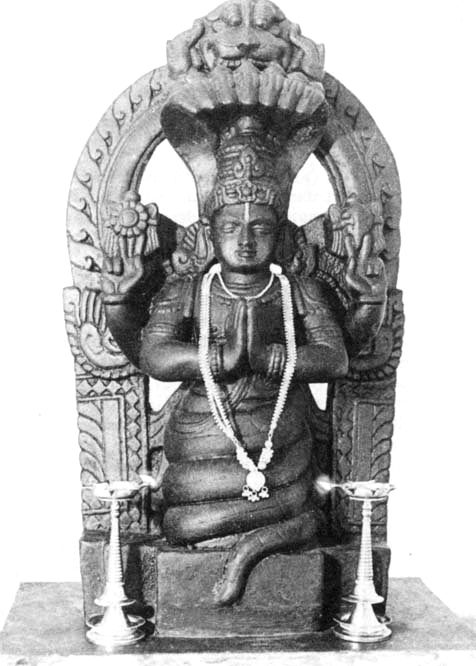
Patanjali

Patanjali beschrijft in de Yogasoetra's de acht geledingen van yoga, ook bekend als raja yoga of yoga van de koninklijke weg. Deze acht zijn: de yama die naar de vijf onthoudingen verwijzen, niyama ofwel de vijf voorschriften in yoga, asana's voor de lichamelijke oefening, pranayama-ademhalingstechnieken, terugtrekking van de zintuigen in de pratyahara, de dharana-concentratieoefeningen, meditatieoefeningen die dhyana worden genoemd en tot slot de volledige overgave in de samadhi en daarmee de vereniging met brahma (god in het hindoeïsme). Deze acht geledingen zijn een belangrijk fundament in zowel hatha yoga als ashtanga vinyasa yoga. Bij de Zonnegroet ligt de meeste nadruk op de asana's en pranayama. Maar ook andere geledingen, zoals dharana en dhyana, hebben hun waarde in deze serie.

## Samenstelling
Aan de basis van de Zonnegroet liggen twaalf yogastanden (asana's genoemd) die in een dynamische volgorde worden uitgevoerd. Hierbij zijn de asana's zodanig geordend dat de rug afwisselend achterwaarts en voorwaarts buigt. Meestal wordt er om en om in- en uitgeademd, maar elke asana wordt ook wel meerdere ademhalingen lang vastgehouden. Hierbij is concentratie en een actieve deelname van het bewustzijn bij elke beweging van belang. In feite zouden we van een zonnegroet en niet van de Zonnegroet moeten spreken, omdat er verschillende varianten bestaan.
De Zonnegroet wordt beoefend op verschillende bewustzijnsniveaus, variërend van een puur lichamelijke gymnastiekoefening, tot een complete meditatieve oefening, waarbij de yogahoudingen gecombineerd worden met pranayama, mantra's en chakra's. Dit is bijvoorbeeld het geval bij een Sadhana.
| Volgorde | Asana                | Sanskriet              | Adem       | Foto |
| -------- | -------------------- | ---------------------- | ---------- | ---- |
| 1 en 12  | Bidhouding           | Pranamasana            | uitademing |      |
| 2 en 11  | Intense Armstrekking | Hasta uttanasana       | inademing  |      |
| 3 en 10  | Vooroverstrekking    | Uttanasana             | uitademing |      |
| 4 en 9   | Hagedisstoel         | Godhapitham            | inademing  |      |
| 5 en 8   | Omlaagkijkende Hond  | Adho mukha svanasana   | ademstop   |      |
| 6        | Achtledige Groet     | Ashtanga namaskara     | uitademing |      |
| 7        | Omhoogkijkende Hond  | Urdhva mukha svanasana | inademing  |      |

De bovenstaande volgorde van de asana's is een van de variaties in de uitvoering van de Zonnegroet. Andere variaties kennen ongeveer dezelfde asana's, waarbij er soms een asana wordt ingeruild voor de andere. Een veelvoorkomende variatie is die door Swami Sivananda werd onderwezen in de jaren vijftig in Rishikesh: hierbij wordt er in de Intense Armstrekking verder naar achteren doorgestrekt, wordt de Diepe Hardloperhouding ingezet voor de Hagedisstoel en wordt de Omhoogkijkende Hond ook vervangen door de Cobra.
Ook de Radja van Aundh vervangt de Diepe Hardloperhouding voor de Hagedisstoel en laat daarnaast de tweede en op een na laatste houding, de Intense Armstrekking, achterwege. Hij komt daardoor op een totaal van tien asana's. Aangezien de laatste houding ook meteen de eerste is, komt hij uit met driemaal een inademing, ingehouden adem en uitademhaling. De ritmische ademhaling zou volgens de Radja het geheim zijn achter het vermogen van de Zonnegroet.
Yogaseries zijn vooral populair geworden, met de ontwikkeling van de ashtanga vinyasa yoga door Tirumalai Krishnamacharya en Pattabhi Jois, aangezien dit yogatype veel series kent. In dit yogatype en in poweryoga, een vervolgvariant erop, is er sprake van twee zonnegroeten, A en B genoemd. Deze twee series kenden de volgende samenstelling:
- Surya Namaskara A: Berghouding, Boom, Vooroverstrekking A, Vooroverstrekking B, Vierledige Staf, Omhoogkijkende Hond, Omlaagkijkende Hond, Vooroverstrekking B, Vooroverstrekking A, Boom en Berghouding.
- Surya Namaskara B: Stoel, Vooroverstrekking A, Vooroverstrekking B, tweemaal Vierledige Staf & Omhoogkijkende Hond & Omlaagkijkende Hond & Hagedisstoel en dan Vierledige Staf, Omhoogkijkende Hond, Omlaagkijkende Hond, Vooroverstrekking B, Vooroverstrekking A en Stoel.[3]

Er bestaan in verschillende yogascholen nog meer verschillende zonnegroeten en midden jaren negentig waren er al minstens zeventien verschillende uitvoeringen bekend. Ook zijn er beschrijvingen van de minder bekende Maangroet. Hiervan zijn er twee belangrijke variaties bekend die ervoor zijn bedoeld om aan het eind van de dag, bij het verschijnen van de maan uit te voeren.

### Overgangen tussen de asana's
Het hoofd en de ogen bewegen bij de verandering van elke stand naar voren en achteren, zodat de kin bijvoorbeeld in de Vooroverstrekking de borst raakt. Om van asana naar asana te gaan, is er soms sprake van tussenhoudingen die van de Zonnegroet een vloeiende bewegingsserie maken. Tussen de Intense Armstrekking en de Vooroverstrekking zijn in sommige variaties de bovenarmen niet gestrekt, maar hangen ze naar beneden, met de ellebogen dicht bij het hoofd. Dit wordt gedaan om een ruime boog met de armen te kunnen maken, zodat er goed in de Vooroverstrekking gekomen kan komen. Verder wordt in de aanloop naar de Diepe Hardloperhouding de moeilijkheid van het naar voren brengen van het been opgelost, door hiermee te wachten tot in de Plankhouding.
Tussen de Cobra en de Omlaagkijkende Hond wordt de Achtledige Groet weleens overgeslagen of anders uitgevoerd. Dat gebeurt in poweryoga bijvoorbeeld in sommige uitvoeringen via een sierlijke duikbeweging. Dit is een stimulerende variant, waarvoor een lenig en sterk lichaam en goede polsen nodig zijn.

### Ritme
Een volledige ronde van de Zonnegroet komt feitelijk op twee sets van twaalf asana's neer, zowel eenmaal vanuit links als een keer vanuit rechts ingezet. Volgens yogi André Van Lysebeth is een enkele ronde uit te voeren in twintig seconden voor iemand die de yogaserie goed kent. Hij is van mening dat de Zonnegroet niet in hetzelfde langzame tempo van afzonderlijke asana's moet worden uitgevoerd, maar vlot achter elkaar moet doorlopen. Om de verschillende houdingen goed te beheersen, zou er eerst dagelijks afzonderlijk aan een bepaalde houding gewerkt moeten worden en zou de lat niet van meet af aan hoog moeten liggen. Hij gaat uit van een start met vijftien Zonnegroeten in vijf minuten, wat na zes maanden uit kan groeien tot veertig in tien minuten.

## Verantwoorde uitvoering
Wanneer een beoefenaar zich niet comfortabel voelt in een houding of wanneer de houding niet of moeilijk gedaan kan worden, is het belangrijk dat er niet geforceerd wordt. Yoga is namelijk geen competitiesport. Op zo'n moment is het beter zich te ontspannen, waarna de houding nogmaals geprobeerd kan worden. Eventueel moet de oefening helemaal achterwege blijven. Ook wordt voldoende ontspanning als een belangrijk element van de beoefening beschouwd.

## Pranayama

Middenrifademhaling

In hatha yoga wordt de volledige ademhaling tijdens de beoefening van de Zonnegroet gebruikt. Volgens Van Lysebeth kan iemand die moeite heeft met de volledige ademhaling, deze het beste in de Tafelhouding of op de rug oefenen. De ademhalingstechniek die hij hierbij gebruikt, is de longen eerst helemaal leeg te maken, bijvoorbeeld door in het laatste stukje de buikspieren in de onderbuik naar binnen te trekken. Dan begint hij met de inademing in de buik, dan in de flanken en laat vervolgens de sleutelbeenderen omhoogkomen. De uitademing gebeurt in tegengestelde richting. De ademhaling gebeurt zonder horten en stoten.
De middenrif- ofwel de buikademhaling wordt vaak geoefend om zich opnieuw een volledige ademhaling aan te leren. Dit leidt voor sommige mensen tot rugklachten. Om dit tegen te gaan wordt onder andere aangeraden om de oefening op de rug te doen, waardoor de buikspieren ontspannen en de rug recht blijft. Rugklachten worden ook wel aan de naam buikademhaling toegeschreven, omdat de aandacht tijdens het ademen naar de buik gaat. Er wordt dan als het ware met de buik geademd, waardoor de buik bol en de rug hol gaan staan. Bij een goed uitgevoerde buikademhaling zet echter de gehele onderkant van het lichaam zich uit. Om deze reden noemt pranayamadocent en aikidoka Aalt Aalten deze ademhaling de bekkenbodem-adembeweging, omdat de aandacht daarmee naar de bekkenbodem gaat en de rug recht blijft en rugklachten tijdens het oefenen van de middenrifademhaling daarom worden voorkomen.
Bij ashtanga vinyasa yoga wordt in plaats van de volledige ademhaling de Ujjayi Pranayama toegepast. Dit is een sleutelbeenademhaling waarmee er meer bloed in de borstkas circuleert. Bij deze ademhaling komt er veel energie vrij en bouwt het lichaam veel warmte op.

## Mantra's en chakra's
Het uitspreken van mantra's – ofwel klanken die meestal de lettergreep Om bevatten – wordt tijdens de beoefening van de Zonnegroet niet in alle yogaleren toegepast. Volgens de Radja van Aundh zouden de mantra's voor veel westerlingen duister, kinderachtig of niet zinvol lijken, maar de stembanden zouden volgens hem evenveel baat bij beweging hebben als de spieren in het lichaam. Hij gebruikt hierbij de bija-mantra's, waarbij hij eerst tweemaal alle zes mantra's afzonderlijk uitspreekt, vervolgens zesmaal sets van twee mantra's achter elkaar –waarbij Om slechts eenmaal herhaald wordt – vervolgens zesmaal sets van vier mantra's, enzovoort. Deze mantra's worden uitgesproken in de rustperiodes tussen elke Zonnegroet. Een extra optie is de toevoeging met de mantra's met de twaalf namen van de Zon in het Sanskriet ernaast te gebruiken, waarmee de rust tussen elke Zonnegroet nog iets meer vergroot wordt.
Weer andere yogatradities voegen vijf van de gewoonlijk zeven chakra's toe aan de Zonnegroet. Hierbij wordt tijdens het aanhouden van elke asana de aandacht gericht op een bepaalde chakra. Enkele chakra's, met name de Keelchakra, komen meerdere keren voor. Het stuitbeenchakra en kruinchakra worden in dit geval buiten beschouwing gelaten.
Yogi's die de mantra's chanten en chakra's visualiseren tijdens de uitvoering van de Zonnegroet, doen dit aan het begin van elke cyclus van twaalf opeenvolgende asana's.
|        | Mantra        | Mantra                                                                      | Chakra                     |
| Bija * | Groet         |                                                                             | Chakra                     |
| ------ | ------------- | --------------------------------------------------------------------------- | -------------------------- |
| 1      | om hrām ॐ ह्रां  | Ik groet hem die ons lief heeft om mitrāya namaḥ ॐ मित्राय नमः                  | Hartchakra Anahata         |
| 2      | om hrīm ॐ ह्रीं  | Ik groet hem die verandering in gang zet om ravaye namaḥ ॐ रवये नमः           | Keelchakra Vishuddha       |
| 3      | om hrūm ॐ ह्रूं  | Ik groet hem die activiteit teweegbrengt om sūryāya namaḥ ॐ सूर्याय नमः         | Stuitchakra Swadhisthana   |
| 4      | om hraim ॐ ह्रैं | Ik groet hem die het licht verspreidt om bhānave namaḥ ॐ भानवे नमः             | Derde Oogchakra Ajna       |
| 5      | om hraum ॐ ह्रौं | Ik groet hem die de hemel verschuift om khagāya namaḥ ॐ खगाय नमः              | Keelchakra Vishuddha       |
| 6      | om hraḥ ॐ ह्रः  | Ik groet hem die iedereen voedt om puṣṇe namaḥ ॐ पूष्णे नमः                     | Zonnevlechtchakra Manipura |
| 7      | om hrām ॐ ह्रां  | Ik groet hem die iedereen omvat om hiraṇya garbhāya namaḥ ॐ हिरण्यगर्भाय नमः     | Stuitchakra Swadhisthana   |
| 8      | om hrīm ॐ ह्रीं  | Ik groet hem die de stralen bezit om marīcaye namaḥ ॐ मरीचये नमः               | Keelchakra Vishuddha       |
| 9      | om hrūm ॐ ह्रूं  | Ik groet hem die de zoon is van Aditi om ādityāya namaḥ ॐ आदित्याय नमः          | Derde Oogchakra Ajna       |
| 10     | om hraim ॐ ह्रैं | Ik groet hem die alles voortbrengt om savitre namaḥ ॐ सवित्रे नमः               | Stuitchakra Swadhisthana   |
| 11     | om hraum ॐ ह्रौं | Ik groet hem die hoog te vereren is om arkāya namaḥ ॐ अर्काय नमः               | Keelchakra Vishuddha       |
| 12     | om hraḥ ॐ ह्रः  | Ik groet hem die de oorzaak is van de pracht om bhāskarāya namaḥ ॐ भास्कराय नमः | Hartchakra Anahata         |

* Deze Om-bija's hebben geen betekenis van zichzelf.

## Uitwerking op lichaam en geest
In nagenoeg alle yogaboeken werden vroeger en ook tegenwoordig gezondheidsclaims gemaakt, over de positieve uitwerking die de Zonnegroet heeft op zowel het lichaam als de geest.

### Radja van Aundh
Veel mensen denken dat ze meer van het leven zouden genieten wanneer ze meer verdienden.
De gedachte komt niet bij hen op dat ze meer kunnen verdienen wanneer ze meer van het leven zouden genieten.— Radja van Aundh (voor 1938)
Bala Sahib, de Radja van Aundh van 1909 tot 1947, was in zijn tijd de grote motor achter de verbreiding van de Zonnegroet. Hij was sterk overtuigd van de gezonde uitwerking ervan en introduceerde hem daarom in het onderwijs van Aundh en moedigde zijn burgers aan de Zonnegroet dagelijks te beoefenen. Sommige critici die de antieke oorsprong van de Zonnegroet betwisten, denken dat de serie een uitvinding van deze Radja is.
De Radja van Aundh publiceerde in 1938 Ten Point Way to Health, waarin hij een groot aantal gezondheidsclaims over de Zonnegroet maakt. Het optimale nut zou niet door af en toe een heel intensieve beoefening worden bereikt, maar moest een vast onderdeel van de dag zijn.
Volgens de Radja zou, onder andere, de strekking van de onderbuik de spijsvertering versterken en ervoor zorgen dat verstopping verdwijnt en zou de massage van de ingewandsorganen stilstand van bloed in de onderbuik tegengaan. Het spierstelsel van het gehele lichaam zou verbeteren en versterking van de heupspieren zou ervoor zorgen dat de organen op hun plaats blijven. Geestelijk zou een regelmatige beoefening van de Zonnegroet een positieve uitwerking hebben bij overspannenheid, hartkloppingen en angst. Verder zou de Zonnegroet een gunstige invloed hebben op een goede nachtrust en het geheugen.

### Deepak Chopra
Schrijver Deepak Chopra verklaart een gezonde werking doordat er een verbinding tussen het innerlijk vuur (agni) en de energie van de zon wordt gelegd. Wanneer de agni (vgl. ignite in het Engels) ontsteekt in een heldere vlam, zou men in staat zijn voedsel, emoties of ideeën te verteren. Een niet heldere brandende agni zou daarentegen een sputterend intern vuur voortbrengen, met moeheid en een zwakke immuniteit tot gevolg.

## Geschiedenis

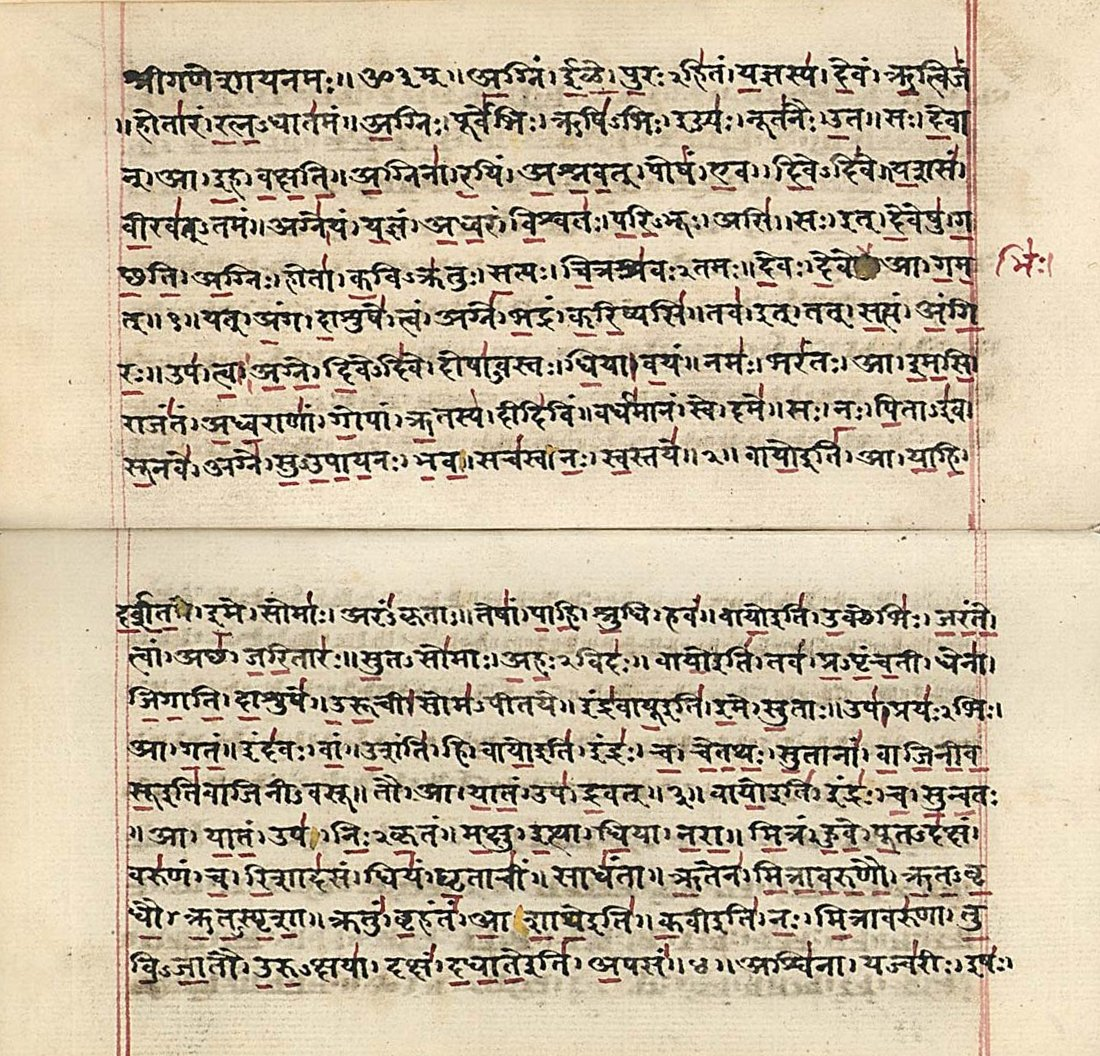
Rig-Veda, exemplaar in het Devanagari uit begin 19e eeuw

In het hindoeïsme wordt de verering van de zon al in de oudste geschriften, de Veda's, genoemd die duizenden jaren voor Christus zijn opgetekend. De volgende mantra wordt in het hindoeïsme gebruikt om Surya, de God van de Zon, te eren:
| आ कृष्णेन् रजसा वर्तमानो निवेशयन्न अमृतं मर्त्यं च । | Door het donkere uitspansel heen naderend, terwijl de onsterfelijken en sterfelijken rusten. |
| हिरण्ययेन सविता रथेना देवो याति भुवनानि पश्यन ॥     | Savitar, de god die op elk schepsel kijkt, komt aan, gedragen in zijn gouden span.           |
| Rig-Veda, boek 1, vers 35            |                                                                                              |

Het eren van de zon komt in meerdere culturen voor, waaronder bij de oude Egyptenaren en Perzen. Voor de Griek Plato stond de zon symbool voor het goede en de Italiaan Franciscus van Assisi schreef rond 1224 het Zonnelied, wat een loflied is ter ere van de zon. De Sioux-indianen bidden bij zonsopkomst en -ondergang het zonnegebed, terwijl ze de armen schuin omhoogheffen. Tijdens Wereldgebedsdag op 2 maart 1956 werd dit zonnegebed in 134 verschillende landen gebeden.
De eerste vermeldingen van het groeten van de zon, waarbij er twaalf houdingen achter elkaar worden uitgevoerd als een gymnastiekoefening, is echter van recentere datum, namelijk aan het eind van de 19e eeuw.

### Zonnegroeten voor de gezondheid
De fysieke overgave aan de zon door zich met een knieval naar de grond te bewegen, werd voor het eerst beschreven in de Rig-Veda, waar ook dezelfde naam Surya Namaskar al wordt genoemd. De groet aan de zon werd beschreven als een manier om gezondheid en voorspoed te vergroten.
Het bestaan van rituelen van Zonnegroeten voor de gezondheid werd ook geregistreerd door William Taylor in 1860 in Chennai. In een catalogus maakte hij melding van een boek van 71 pagina's, Tricha Calpa Vidhi genaamd, waarin de schrijver Sancaráchárya verschillende manieren heeft beschreven van het groeten van de zon. Tussen deze groeten bevindt zich één met de twaalf namen voor de zon, die overeenkomen met de tekens uit de dierenriem. Sancaráchárya schreef dat het doel van deze zonnegroeten gezondheid of genezing van ziekte was. Volgens Taylor werd destijds van deze rituelen gezegd dat ze uit de Aditya Puranam afkomstig waren.

### Asana's en tandemoefeningen
Verschillende asana's werden al eerder gedocumenteerd. Zo werd Adhomukh Swanasan beschreven in Mallapurana die gedateerd wordt vóór 1750. Verder staat de Bhujangasana beschreven tussen de belangrijkste 32 asana's in de Gheranda samhita, een van de drie klassieke teksten van hatha yoga, waarvan de oudst bewaard gebleven kopie uit 1802 stamt en yoga in Noordoost-India beschrijft.
In de iconografie Sritattvanidhi, die is geschreven door de orde van Krishnaraja Wodeyar III (1799–1868) om de hindoeïstische kennis van die tijd vast te leggen, worden verschillende asana's beschreven die ook in de Zonnegroet voorkomen. Bijvoorbeeld Sarpasana (Cobra), Gajasana (Omlaagkijkende Hond) en Uttanasana (Vooroverstrekking). Ook worden er yogaseries in beschreven die in tandem worden uitgevoerd, wat al enigszins vergelijkbaar is met de Zonnegroet. Tandemoefeningen vinden we ook terug in vier van de Vijf Tibetanen, een serie van oefeningen die beschreven staan in het boek Fontein der Jeugd van Peter Kelder.

### Zonnegroeten als yogaserie
Het gebruik van een zonnegroet als yogaserie werd mogelijk voor het eerst in 1896 beschreven door Bhagavat Simhaji in zijn boek A Short History of Aryan medical science. Hier schrijft hij: "Er zijn verschillende manieren van fysieke oefeningen, binnenshuis en buiten. Maar sommige hindoes leveren hun portie van het dagelijkse gebed, door bij het groeten van de zon op hun aangezicht neer te vallen. Deze methode van verering levert hun zoveel fysieke spieractiviteit op, dat het tot op zekere hoogte de plaats inneemt van een fysieke oefening."
Volgens overleveringen in de staat Maharashtra zouden Shivaji, Samarth Ramdas en de Marathi de Zonnegroet als een fysieke oefening hebben uitgevoerd om het lichaam te trainen.
De Radja van Aundh schreef in zijn boek dat de Zonnegroet geworteld is in oeroude tradities en dat hij verbeteringen in de serie heeft doorgevoerd, vooral rond oefening van de buikspieren en de strekking van de spieren van de ledematen. Ook paste hij het ademhalingsritme aan de stand van het lichaam in een bepaalde asana aan. Volgens de Radja bevat de oefening de gehele menselijke cyclus vanaf het Hof van Eden. Hij zag er onder meer een druiventreder, een barende vrouw, een krijger, een met de heupen wiegende vrouw, een wiedende boer, een beschermende moeder en een biddend mens in.